# معتقل أنصار
معتقل أنصار أقامه جيش الاحتلال الصهيوني إبّان احتلاله لجنوب لبنان. افتتح في 14 يوليو/ تموز 1982 في أعقاب الاجتياح الإسرائيلي للبنان، وتم زجّ الألوف من اللبنانيين والفلسطينيين فيه. وقد أجبرت المقاومة اللبنانية القوات الإسرائيلية على الانسحاب من بيروت والجبل وصيدا والزهراني وصور والبقاع الغربي، واكتمل الأمر بإقفال معتقل أنصار في 4 أبريل/ نيسان 1985.

## موقع المعتقل
أقامت الذي أقامته قوات الاحتلال الإسرائيلي المعتقل إلى الشرق من بلدة أنصار في جنوب لبنان، والتي تقع غربي مدينة النبطية على مسافة 14 كلم. وإلى الشرق من منطقة أبو الأسود على مسافة 10 كلم أي في المنطقة الوسطية بين النبطيّة وصيدا وصور.
أقامت قوات الاحتلال هذا المعتقل بعد شهر تقريبا من احتلالها جنوب لبنان الذي بدأ في 6 حزيران من عام 1982 وافتتحته في 14 تموز من عام 1982م على أرض كانت منظمة التحرير الفلسطينية قد أنشأت عليها مطارا أثناء الحرب الأهلية اللبنانية، واستُعمل هذا المطار لفترة وجيزة من قبل الفلسطينيين. ثم جاء الإسرائيليون واستعملوه مطارا لوجستيا أثناء الاجتياح وحوّلوه إلى معسكر أقاموا فيه المعتقل الشهير في تلك الفترة.
في المرحلة الأولى من الاجتياح الإسرائيلي عند إقامة هذا المعتقل كانت الأعداد الكبرى من المعتقلين هي ممن اعتقلتهم القوات الإسرائيلية من المخيمات الفلسطينية في لبنان، ممن لم يتمكّنوا من الهرب إلى أماكن أخرى، وكان عددهم بضعة آلاف بينهم بضعة مئات من اللبنانيين الذين اعتقلوا في ظروف مختلفة.

## الفرار الكبير
في 8 آب عام 1983 قاد المعتقل عاطف الدنف والملقب بـ ثائر والمنتمي للحزب السوري القومي الاجتماعي عملية الفرار الكبير من المعتقل على رأس مجموعة تضم 30 معتقلًا، ونجحوا بالفرار على الرغم من الحراسة المشددة وملاحقة ملالات وطائرات العدو الصهيوني لهم بعد اكتشاف فرارهم.
كانت خطة الفرار التي خطط لها وقادها عاطف الدنف تقوم على حفر نفق ترابي يمتد من إحدى الخيام داخل المعتقل إلى خارجه. وقد قام عشرون معتقلا بالتناوب على حفر النفق الذي امتد طوله إلى 27 مترا وعمقه مترين ونصف المتر وسمي لاحقا «نفق الحرية». ومن الصعوبات التي واجهت المعتقلين أثناء حفر النفق هو انقطاع الأوكسجين ووجود حجارة وصخور صلبة.

## عملية وادي جهنم
في تلك المرحلة كان الإسرائيليون يعيدون تأهيل معتقل أنصار من جديد بعد عملية هروب حصلت في تلك الفترة قبل عملية التبادل تلك من خلال حفر نفق ترابي من أرض المعتقل التي كانت فيها المعسكرات مفتوحة على بعضها.
بعد تلك العملية عمد الإسرائيليون إلى نقل المعتقلين إلى ما أُطلقت عليه تسمية «وادي جهنم» وأعادوا تأهيل المعتقل بحيث قسّموه إلى معسكرات منفصلة عن بعضها تفصل بينها الأسلاك الشائكة وجعلوا الأرض من الإسفلت التي تبلغ سماكته أكثر من 20 سم، يضاف إليهم نفس المقدار في أرض كل خيمة.
لقد أصبحت سماكة الإسفلت في أرض الخيمة 40 سم في حدّها الأدنى وهو الذي يمنع أي تفكير في حفر نفق كما حصل في المرة السابقة. عندما اكتمل تجهيز المعتقل عمل الإسرائيليون على إعادة المعتقلين من المكان المؤقّت الذي وضعوا فيه «وادي جهنم» إلى المعسكر الجديد. لكن مجموعة منهم من أربعة شباب لبنانيين كانوا قد حفروا في المكان الجديد ملجأ داخل الأرض واختبئوا فيه على أمل أن يخرجوا منه بعد أن تكتمل عملية إعادة المعتقلين إلى المعسكرات الجديدة.
ولكن ما لم يكن بالحسبان لديهم هو إقدام الإسرائيليين على إحضار جرافات نوع كاتربلر قياس D9 و D10 حيث عملت على حفر خنادق في الأرض، وكان أن انهارت الحفرة التي اختبأ فيها الشباب الأربعة. فانضموا إلى قافلة الشهداء. كان منهم الشهيد عباس بليطة والشهيد إبراهيم خضرا.

## عملية تبادل الأسرى الأولى
أيام قليلة بعد ذاك التاريخ ويحل يوم 23 تشرين أول من عام 1983م، وتتم عملية التبادل ويطلق سراح جميع المعتقلين. ويفرغ معتقل أنصار الجديد من ساكنيه لبضعة أيام.. ليعود ويمتلئ بعناصر جديدة.. ويبدأ معها ما أُطلق عليه تسمية (أنصار 2) ليطلق على المرحلة السابقة تسمية (أنصار 1).
في 23 تشرين الثاني من عام 1983 م جرت عملية تبادل للأسرى والمعتقلين بين منظمة التحرير الفلسطينية والإسرائيليين، أفرج بموجبها الفلسطينيون عن مجموعة من الجنود الأسرى الذين استولت عليهم منظمة التحرير أثناء الاجتياح. وفي المقابل أطلق الإسرائيليون سراح المعتقلين في معتقل أنصار والذين كان عددهم في ذلك الوقت حوالي 4700 معتقل.

## مرحلة معتقل «أنصار 2»
يتمايز معتقل أنصار 2 عن أنصار 1 إضافة إلى وضعيته الجديدة التي أراد منها الإسرائيليون من خلال تقسيم المعسكرات وفرش أرضها بالإسفلت تحطيم أي فكرة للهروب من ذاك المكان المُحاط بطبقات من الأسلاك الشائكة التي يتناوب على حراستها الجنود المدجّجون بعتادهم من على أبراجهم المحيطة بكل الجهات.
والتمايز الآخر هو في اختيار المعتقلين. ففي مرحلة أنصار الأولى التي بدأت في الشهر الأول للاحتلال جمع الإسرائيليون أعدادا كبيرة على نحو احترازي وكانوا في غالبيتهم العظمى من الفلسطينيين المنتسبين إلى المنظمات المختلفة. ومن دخلوا معتقل أنصار1 في مرحلة متأخرة عن افتتاحه كانوا بمعظهم من اللبنانيين من الذين يتم اعتقالهم على خلفية مقاومة الاحتلال. فكان العدد الأكبر معتقلا بسبب انتمائه لا بسبب نشاطه.
وهذا ما اختلفت صورته في أنصار 2.
فالمجموعة الأولى التي افتتح بها الإسرائيلون معتقل أنصار 2 كانت من اللبنانيين الموقوفين للتحقيق معهم بتهمة اشتراكهم في مقاومة الاحتلال ولم تشملهم صفة تبادل الأسرى أثناء عملية التبادل التي جرت في 23 تشرين ثاني 1983 وبالتالي كانت صفة المعتقلين في أنصار 2 هي مشاركتهم في أعمال المقاومة. فكان العدد الأكبر منهم معتقلا بسبب نشاطه لا بسبب انتمائه.

## تقسيم معتقل أنصار 2
إلى الشرق كان يقع المعسكر C3 ويقابله شمالا معسكر C4 الذي كان فارغا. وإلى الغرب منه يقع معسكر C2 الذي كان فارغا أيضا ويقابله معسكر C5. كان المعتقلون موزعين بين المعسكرات الاربع C1 ,C3,C5 ,C6.
كانت الأسلاك الشائكة تحيط بجميع المعسكرات وتفصل المعسكرات عن بعضها طريق تراية تتنقل عبرها الآليات الإسرائيلية. في داخل كل معسكر كان هناك خط أبيض مرسوم على الإسفلت كما ترسم الخطوط البيضاء على الطرقات.
ولكن هذا الخط كان يعني بالنسبة للمعتقلين رصاصة القناص القاتلة. الجنود المنتشرون فوق الأبراج العالية والمزودون بقناصات أعينهم شاخصة نحو الخط الأبيض داخل كل معكسر والذي يفصل بين الخيم وحدود الأسلاك الشائكة، وأيديهم دائما على الزناد.

## أُنظر أيضاً
- فتحي زيدان.